# 草壁町
草壁町（くさかべちょう）は、香川県小豆郡にあった町。

## 歴史
- 1890年2月15日 - 町村制施行に伴い、小豆郡上村・下村・片城村が合併し、草壁村となる。
- 1917年1月1日 - 町制施行し、草壁町となる。
- 1950年3月15日 - 町内に昭和天皇の戦後巡幸。内海中学校校庭に内海奉迎場を設けて昭和天皇を迎えた[3]。
- 1951年4月1日 - 小豆郡安田村、苗羽村、坂手村、西村と合併し内海町となり消滅。